# ファースト・ミッション
『ファースト・ミッション』（原題：龍的心、英語題：Heart of Dragon）は、1985年に公開されたジャッキー・チェン主演の香港映画。

## 概要
サモ・ハン・キンポーがドラマ要素を重視して製作したジャッキー・チェン主演映画。障害を持つ兄とその弟の兄弟愛と絆が描かれている。
本作は日本の松竹富士の出資金で製作されていて、香港でのタイトルが『龍的心』に決定する以前の1984年6月の時点で邦題は『ファースト・ミッション』に決定していた。製作としてクレジットされているジミー・ウォングは当初から製作に関わっていたわけではなく、香港のプロデューサーから話を持ちかけられて松竹が出資することになった本作の製作が進まず、出資金だけを持ち逃げされそうになったためにジミーに協力を要請し、なんとか製作にこぎつけることができた。そういった経緯で本作の製作期間が延長されたと言われている。
監督であるサモ・ハンの意向により香港公開版では格闘シーンは少なかったが、日本公開版では興行上の要請により病院と駐車場での格闘シーンが追加されている。また、日本公開版ではジャッキー自ら歌う日本語の曲『CHINA BLUE』（作詞：今野雄二　作曲：高中正義　編曲：椎名和夫）がオープニング、『TOKYO SATURDAY NIGHT』（作詞作曲：美樹克彦　編曲：竜崎孝路）がエンディングでそれぞれ流れる。

## ストーリー
正義感の強い警察官シャンヤン（ジャッキー・チェン）とその兄のシャンタク（サモ・ハン・キンポー）の物語。兄は知的障害者で、いつも警察官の弟の足を引っ張ってばかりの毎日で、その日も高級レストランでの無銭飲食が発覚して、調理場の冷蔵庫に隠れて騒ぎを起こしてしまった。そんなある日、シャンヤンの元に船員の採用通知が届く。船乗りになるのが長年の夢だったシャンヤンは、シャンタクを彼の友人のミンの家に預けるも、自分が捨てられたと思い込んだシャンタクは自宅に戻ってきて暴れてしまい、シャンヤンは長年兄を重視した生活に対する不満をシャンタクにぶつけてしまう。責任を感じたシャンタクは街に出て職を探すもどこへ行っても断られてしまい、最後に立ち寄った飲食店では採用するという店主の口車に乗せられてしまい、醜態をさらしてしまうも通りかかったシャンヤンの仲間のイアン（マン・ホイ）に助けられて事無きを得る。イアンにシャンタクが街に出て職探しをしたのはシャンヤンが原因ではないかと咎められてしまったシャンヤンは激怒してしまいイアンを追い返してしまうも、兄を思う気持ちに変わりはなかった。それからしばらくの事、シンジゲートのボスのカム（ジェームズ・ティエン）の家に突入するも仲間の一人のコー（チュン・ファト）に盗品の金品を持って逃げられてしまう。うまく逃げ出したコーだが、警官ごっこをしていたシャンタクを本物の警官だと思い込んだコーは逃げ出し、そのはずみでカバンを落としてしまう。そのカバンを見つけたミンとシャンタクは森の中に隠してしまう。一方、コーの方は組織から裏切り者扱いされ、シャンヤンたち警察に保護してもらうよう頼んできた。その後警察がシャンタクを探していることを知ったミンはシャンタクと共にカバンを取りに行くも、欲に目が眩み、変装したミンの兄（タイ・ポ）に盗まれてしまう。早速、商人に金品を買い取ってもらおうとするも、商人はカムの仲間であり、暴行を加えられたうえ、カバンの在り処を白状し、隠し場所である自宅のクローゼットまで案内した後、流れ弾にあたって死亡してしまう。また、クローゼットに隠れてたシャンタクも組織に連れて行かれてしまう。現場に居合わせながらも兄を救えなかったシャンヤンは、仲間の力を借りてシンジゲートの壊滅に挑み、壊滅に成功するも逮捕されて仲間と共に刑務所での生活を送ることになった。最後にシャンヤンとシャンタクが手を繋ぎ歩く場面で物語は幕を閉じる。

## キャスト
※括弧内は日本語吹替（初回放送1987年4月5日 TBS『春休み特別ロードショー』19:00-20:54）
- フォン・シャンヤン - ジャッキー・チェン（石丸博也）
- フォン・シャンタク - サモ・ハン・キンポー（水島裕）
- ジェニー - エミリー・チュウ（鶴ひろみ）
- ウォン警部 - メルヴィン・ウォン（中国語版）（若本規夫）
- カム・ティンチュン - ジェームズ・ティエン（谷口節）
- カムの部下 - ディック・ウェイ（中国語版）（松田重治）
- カムの部下 - ブラッキー・コー
- コー - チュン・ファト（中国語版）（田中和実）
- イアン - マン・ホイ（中国語版）（塩屋翼）
- 特警隊隊員 - ユン・ワー（田原アルノ）
- 特警隊隊員 - チン・カーロウ（中国語版）（山口健）
- 特警隊隊員 - チャン・ルン（中国語版）（塩屋浩三）
- 特警隊隊員 - ユン・ケイ（小室正幸）
- ミンの兄 - タイ・ポ（中国語版）（小室正幸）
- 特警隊指揮官 - ラム・チェンイン（沢木郁也）
- コーヒーショップ店主 - ウー・マ（沢木郁也）
- 家庭教師 - アンソニー・チェン（中国語版）（沢木郁也）

## スタッフ
- 監督：サモ・ハン・キンポー
- 製作総指揮：ウー・マ
- 製作：ジミー・ウォング
- 脚本：バリー・ウォン（黄炳耀）
- 音楽：椎名和夫
- 撮影：アーサー・ウォン
- 武術指導：ユン・ピョウ、ユン・ワー、ユン・ケイ、マン、ホイ、チェン・フォンイー
- 武術指導クルー：洪家班
- 製作会社：寶禾影業、嘉峰電影

### 日本語版
- プロデューサー：上田正人
- 演出：福永莞爾
- 翻訳：入江敦子
- 日本語版制作：東北新社、TBS

## 作品解説
- 当初、本作の脚本は「ジャッキー扮する兄思いの刑事の拳銃が、ある日紛失。ジャッキーはそれを探すために奔走する」というストーリーだった。
- クレジット上の監督はサモ・ハン・キンポーとなっているが、実質の現場監督はウー・マだった。
- 本作のバイクアクションシーンは元々『ポリス・ストーリー/香港国際警察』に使用される予定のシーンだったが、尺の関係でカットされ、そのまま本作に転用された。
- 端役で、後に『メイド・イン・ホンコン』など話題作を作る映画監督となったフルーツ・チャンが出演している。
- 主演のジャッキーは当時数本の映画を掛け持ちで撮影していたため、現場は混乱していた。本作を日本で配給する宣伝会社の担当者も、大変な混乱に巻き込まれていた。映画を宣伝するためには入念な準備が必要なのだが、香港のスタッフからはなかなか情報が送られてこなかった。どんなストーリーなのかも分からなければ全く準備のしようがないため、担当者は焦り、「早く情報を送ってくれ」と何度も催促した結果、ようやくストーリーや現場の状況が伝えられるようになり、「ジャッキーが警察官に扮して香港の麻薬組織と闘うストーリーで、山の急斜面を車で爆走したり、2階建てのバスに傘でぶら下がったり、凄まじいアクションシーンを撮影している」などと伝えられた。担当者は「これは面白い映画になりそうだ」と大喜びし、急いで宣伝資料を制作するものの、直後に「内容が全然違う」という事実が発覚。『ファースト・ミッション』ではなく手違いで『ポリス・ストーリー』の脚本が宣伝担当者へ伝えられてしまったのだった。現地香港のスタッフもどれがどの映画なのか分からなくなっていたということである。
- 日本での同時上映は『キッズ』（主演：早見優）。

## 映像ソフト
日本ではビデオとLDでしか発売されておらずDVD化が望まれていたが、2008年、日本劇場公開版・日本語吹替音声を収録し、特典ディスクが付属した2枚組仕様にて発売された（2011年にBlu-rayもリリース）。なお吹替音声で視聴すると飲食店でシャンタクが醜態をさらすシーン〜通りかかったイアンが中に入り連れて帰るまでが字幕に切り替わる。

## その他
映画『十福星』の本編中、主人公が劇場で鑑賞する作品として本作品の映像が流用されている。